# Архимандрит Хризостом (Пајић)
Хризостом Пајић (Краљево, 21. фебруар 1916 — Манастир Рача, 4. септембар 1995) био је православни архимандрит и старешина Манастира Раче.

## Биографија
Архимандрит Хризостом (Пајић) рођен је 21. фебруара 1916. године у Краљеву. Замонашен је 1935. године у Манастиру Горњак код Петровца на Млави. За јерођакона је рукоположен 1936. године, а за јеромонаха 1938. године.
Био је старешина Манастира Витовница у периоду од 1946. до 1961. године. Старешина Манастира Раче код Бајине Баште, постаје 3. марта 1961. године. Упокојио се у Господу 4. септембара 1995. године у Манастиру Рачи, где је и сахрањен.